# Утро (фильм)
Утро (азерб. Səhər) — советская историческая драма 1960 года производства киностудии Азербайджанфильм, являющаяся экранизацией одноимённого произведения Мехти Гусейна, созданного им на основе подлинных событий.

## Синопсис
Фильм рассказывает о том, что рабочий Байрам, занимающиеся добыванием нефти на нефтяных месторождениях в Баку превратился в революционера под влиянием большевиков. Также в фильме описаны события о трудностях рабочих в царскую эпоху. В фильме были затронуты многие темы, начиная от любви и заканчивая историческими событиями.

## Создатели фильма

### В ролях
Нодар Шашикоглу — Мешади Азизбеков
Гиули Чохонелидзе (в титрах — Гиули Чохонолидзе) — Байрам
Николай Бармин — Смирнов
Лютфи Мамедбеков — Аслан
Ашраф Юсифзаде — Миралы
Алескер Алекперов — Рахим-бей
М. Гусейнов — Рашид
Эльмира Шабанова — Севда
Али Зейналов — Абузар-бей
Мустафа Марданов — Ахмед-киши
Манана Абуйева — Сусан
Андро Кобаладзе — Коба
Григорий Тонунц — Шаумян
Х. Гаганидзе — Капаридзе
Азиза Мамедова — Салминаз
Н. Клочнева — Елена
В. Отрадинский — полковник
Сона Гаджиева — мать Аслана
Анатолий Фалькович — Забит
Ахмед Ахмедов (в титрах — Ахмед Анатоллу) — отец Сусан
Алекпер Гусейнзаде — старый крестьянин
Алекпер Сейфи — секретарь
Л. Волезев
Лейла Рзаева — супруга Мешади Азизбекова
Герман Орлов
Ибрагим Азери — рабочий
К. Головков
Б. Садыков
Мухлис Джанизаде — рабочий
Гусейнага Садыхов — ведомственный служащий
Бахадур Алиев — ведомственный служащий

### Административная группа
оригинальный текст: Мехти Гусейн
режиссёр-посткановщик: Агарза Гулиев
оператор-постановщик: Дмитрий Фельдман
вторые режиссёры: Тофик Казымов, Руфат Шабанов
второй оператор: Аскер Исмаилов (в титрах не указан)
художник-постановщик: Мамед Гусейнов
композитор: Фикрет Амиров
вокал: Лютфияр Иманов (в титрах не указан)
автор текста песни: Наби Хазри
звукооператор: Агахусейн Керимов
художник по костюмам: Элбей Рзакулиев
художник комбинированных съёмок: Мирза Рафиев
оператор комбинированных съёмок: Сергей Ключевский
ассистенты режиссёра: Аскер Исмаилов, Эльмира Алиева
ассистенты оператора: Тофик Султанов(в титрах — Т. Султанов), А. Алекперов
ассистенты художника: С. Шихлы, Н. Махмудов
монтажёр: Евгения Абдиркина
директор фильма: Теймур Гусейнов